# DB-Einheitsführerstand
Der Einheitsführerstand ist ein von der damaligen Deutschen Bundesbahn geschaffener Standard zur Anordnung der Bedienelemente in einem Triebfahrzeugführerstand.

## Entwicklung
Entwickelt wurde der Einheitsführerstand unter der Bezeichnung „Integrierter Führerraum“ für die Elektrolok der DB-Baureihe 111. Dabei wurden die damaligen Erkenntnisse der Arbeitsergonomie berücksichtigt. Später kam der Führertisch auch im Steuerwagen der Bauart Bxf 796, der Baureihe 120 und im ICE 1 zum Einsatz und wurde dadurch zum Einheitsführerstand.

## Aufbau

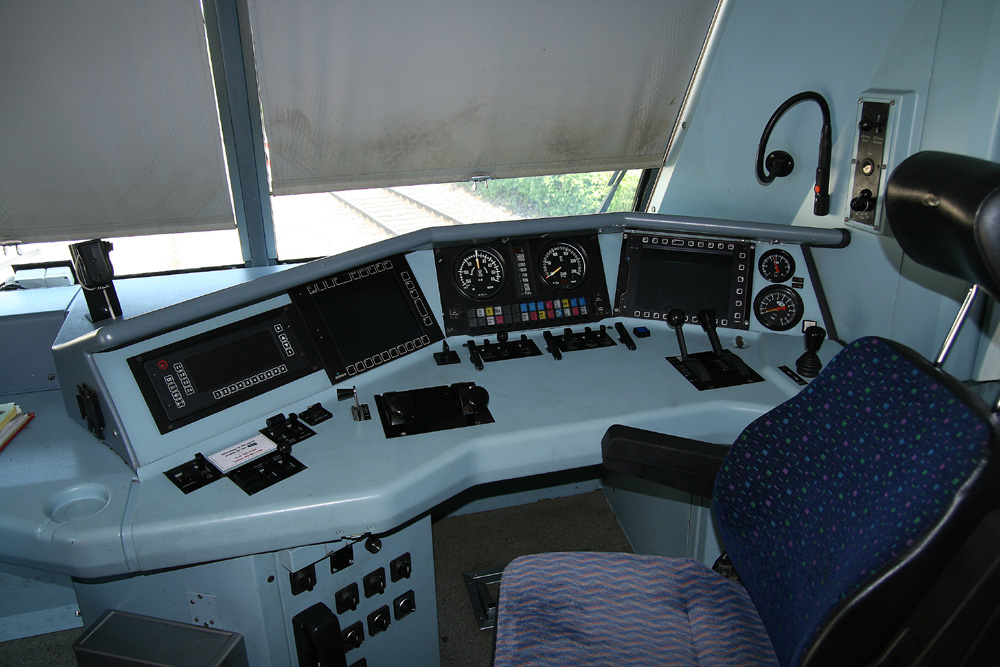
Einheitsführerstand auf der Baureihe 101

Zentrales Element des Einheitsführerstands ist die Modulare Führerraumanzeige (MFA). Sie fasst die bei früheren Führerständen an weiter auseinander liegenden Stellen angeordneten Anzeigeinstrumente Tachometer, Zug-/Bremskraftanzeige, LZB sowie Leuchtmelder im zentralen Blickfeld des Triebfahrzeugführers zusammen. Ebenfalls zentral vor dem Bediener befindet sich der Platz für die Fahrplanunterlagen (durch die Umstellung auf den elektronischen Buchfahrplan EBuLa, der Platz für einen Bildschirm benötigt, ist dies heute nicht mehr der Regelfall). Die Einstellung der Zugkraft erfolgt nicht mehr über ein auf früheren Führerständen übliches Handrad, sondern durch einen Hebel, der mit der linken Hand bedient wird. Der Hebel bietet die Möglichkeit zur Zugkraftvorwahl und enthält bei nicht stufenlos regelbaren Triebfahrzeugen eine Auf-Ab-Steuerung. Links vom Zugkraftsteller kann sich ein Hebel zur Geschwindigkeitsvorwahl einer eventuell vorhandenen Automatischen Fahr-Bremssteuerung (AFB) befinden. Auf der rechten Seite des Führertisches befinden sich Anzeige- und Bedieninstrumente der Bremsanlage. Auf dem Führertisch befinden sich zwei Gruppen mit während der Fahrt benötigten Schaltern. Dies sind die Schalter für Beleuchtung und Sanden direkt unterhalb der MFA sowie die sicherheitsrelevanten Schalter der Punktförmigen Zugbeeinflussung, Hauptschalter und Stromabnehmer links vom Fahrschalter. Weitere Schaltelemente sind zur Wahrung der Übersicht links und rechts der Fußnische des Fahrerplatzes angeordnet, darunter die Schalter für Scheibenwischer und Führerraumheizung.

## Weiterentwicklung
Eine Weiterentwicklung des DB-Einheitsführerstandes ist der European Driver’s Desk (EUDD), der zwischen 2001 und 2003 entwickelt wurde.